# Kjetil Jemte
Kjetil Jemte (sueco: Kettil Jamte) o Kjetil Anundson fue un caudillo vikingo de Sparbu en Nord-Trøndelag, Noruega en el siglo VIII y el primer colono conocido en Jämtland, Suecia.
Cuando su padre, el jarl Anund marchó a la guerra dejó a Kjetil encargado de sus tierras en Sparbu. Eran tiempos turbulentos y con permanentes conflictos entre caudillos que pretendían gobernar Noruega a la fuerza. Kjetil creció y se preguntaba una y otra vez porque debía existir tanta guerra y si no habría un lugar donde vivir en paz y planteó el dilema con sus amigos y vecinos que no vieron más solución que buscar un lugar más allá de las montañas donde no llegasen los conflictos armados. Tomaron una decisión muy dura, tuvieron dudas, pero decidieron marcharse. Tras un largo viaje, encontraron un valle (nórdico antiguo: jamt que significa llano) y lo llamaron Jamtland (tierra llana). Kjetil adoptó el apodo de la tierra, Jamte, y su pueblo creció y prosperó y Jamtland fue famosa en el mundo entero (en aquel tiempo, Escandinavia era el mundo) viviendo en paz durante más de cien años.
Kjetil y la historia de Jamtland se menciona en la saga de Haakon el Bueno (cap. 12), saga de Harald Hårfager (cap. 19), saga Eyrbyggja (cap.1-3), saga de Egil (cap. 4), saga de Laxdœla (cap. 3), Óláfs saga helga (cap. 147) y Landnámabok (libro de los asentamientos).